# Koffi Krémé Kobena
Koffi Krémé Kobena, né le 16 juillet 1988, est un judoka ivoirien.

## Palmarès
| Année | Compétition            | Lieu         | Résultat | Catégorie       |
| ----- | ---------------------- | ------------ | -------- | --------------- |
| 2017  | Championnats d'Afrique | Antananarivo | 3e       | Moins de 100 kg |
| 2020  | Championnats d'Afrique | Antananarivo | 2e       | Moins de 100 kg |
| 2021  | Championnats d'Afrique | Dakar        | 3e       | Moins de 100 kg |
| 2024  | Jeux africains         | Accra        | 3e       | Moins de 100 kg |